# Jason Woliner
Jason Woliner (New York, 1º giugno 1980) è un regista, sceneggiatore e attore statunitense.

## Biografia
Woliner è nato nel Bronx a New York, ha frequentato la Pelham Memorial High School e il Sarah Lawrence College dal 1998 al 2000, prima di abbandonare gli studi per intraprendere la carriera di regista.

## Carriera

### Attore
Ha iniziato a recitare all'età di quattro anni, esibendosi assieme a suo padre Alan e successivamente apparendo in oltre trenta spot televisivi, inclusi quelli per Kix, Lego, Teddy Ruxpin, Apple Jacks, Burger King, Fruit Roll-Ups e Kool-Aid. A Broadway, si è esibito nella commedia Conversations with My Father e al cinema nel ruolo di "Bratty Kid" nel film Weekend con il morto.

### Regista
Dopo aver lasciato la scuola, Woliner ha iniziato a realizzare film e video a New York, sia da solo che con altri attori, principalmente comici, e proiettarli in spettacoli come l'Invite Them Up, il festival mensile First Sundays film, il MicroCineFest l'UCB e altri. Durante questi spettacoli, Woliner ha anche collaborato con Frank Lesser, autore ed ex scrittore di The Colbert Report di Comedy Central.

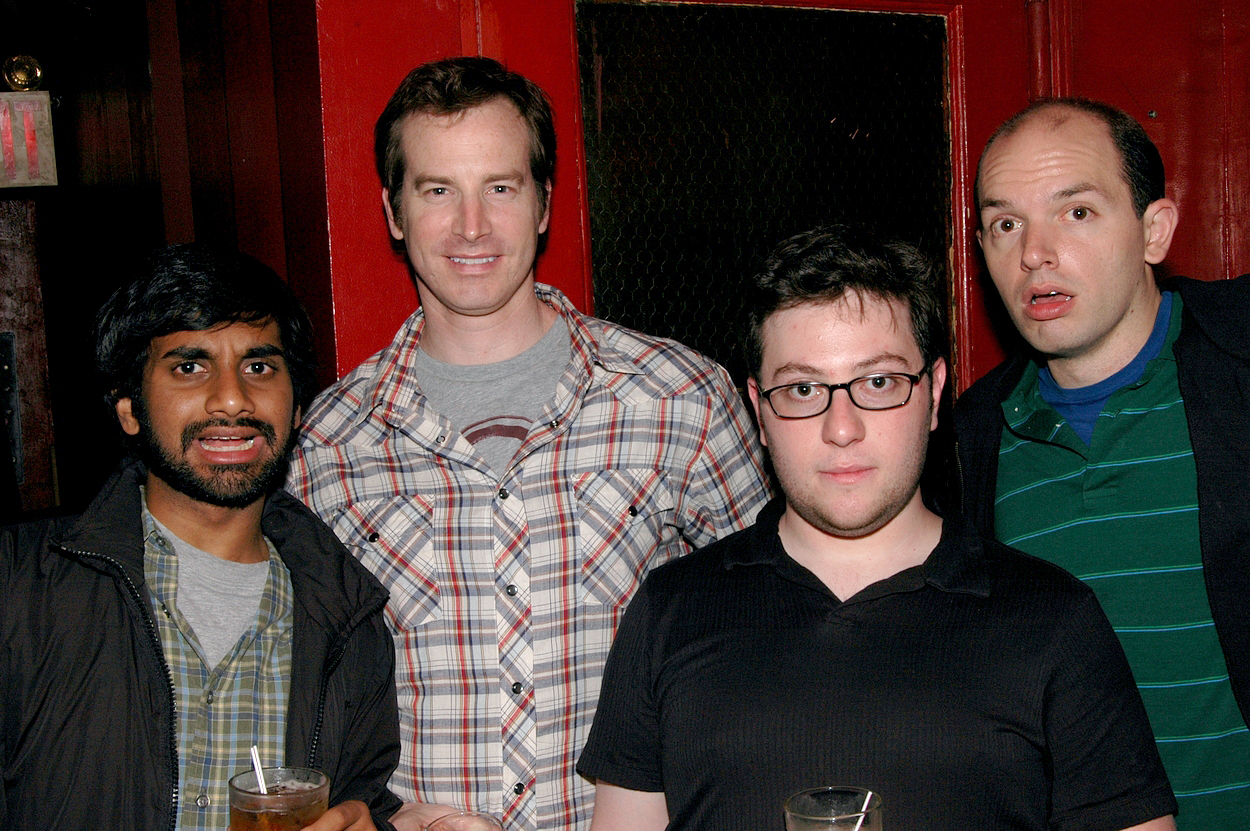
Jason Woliner con alcuni membri del cast di Human Giant (Aziz Ansari, Rob Hubel e Paul Sheer)

Woliner ha diretto programmi televisivi per HBO, Comedy Central, Adult Swim, PBS e SpikeTV. Ha anche diretto diversi episodi della serie comica della NBC Parks and Recreation, tra cui "Beauty Pageant", "Woman of the Year" e il finale della seconda stagione, "Freddy Spaghetti".
Con Aziz Ansari, Woliner ha diretto e co-sceneggiato la serie di cortometraggi RAAAAAAAANDY, basati su dei personaggi ideati dallo stesso Ansari. Dopo il successo di questi cortometraggi, la Apatow e la Universal hanno firmato un contratto con Woliner e Ansari per la sceneggiatura di tre film. I due stanno lavorando alla prima di queste sceneggiature, una commedia su un astronauta caduto in disgrazia (Ansari) che deve trovare un modo per tornare sulla luna.
Woliner ha anche diretto e co-sceneggiato la versione live-action di Ambiguously Gay Duo di Robert Smigel con Jon Hamm, Jimmy Fallon, Steve Carell e Stephen Colbert per il Saturday Night Live della NBC.
Nel 2020 ha diretto la commedia Borat - Seguito di film cinema.

## Filmografia

### Cinema

#### Regia
- Other Music (2006)
- An Evening with P. Oswalt (2007)
- Food Club (2014)
- Borat - Seguito di film cinema (Borat Subsequent Moviefilm: Delivery of Prodigious Bribe to American Regime for Make Benefit Once Glorious Nation of Kazakhstan) (2020)

#### Sceneggiatore
- Other Music, regia di Jason Woliner (2006)
- Food Club, regia di Jason Woliner (2014)

#### Produttore
- Food Club, regia di Jason Woliner (2014)

#### Attore
- Weekend con il morto, regia di Ted Kotcheff (1989)
- Shining Time Station: 'Tis a Gift, regia di Gregory Lehane (1990)
- Bullet, regia di Julien Temple (1996)

### Televisione

#### Regia
- Shutterbugs - serie TV, 11 episodi (2005-2010)
- Human Giant - serie TV,  21 episodi (2007-2008)
- The Electric Company - serie TV, 1 episodio (2009)
- Parks and Recreation - serie TV, 3 episodi (2009–2010)
- Funny or Die Presents - serie TV, 6 episodi (2010)
- MTV Movie & TV Awards (2010)
- Players - serie TV, 10 episodi (2010)
- Saturday Night Live - serie TV, 1 episodio (2011)
- Jon Benjamin Has a Van - serie TV, 2 episodi (2011)
- Eagleheart - serie TV, 25 episodi (2011)
- New Girl - serie TV, 1 episodio (2012)
- Good Morning Tri-State - cortometraggio (2013)
- Nathan for You - serie TV, 2 episodi (2013)
- Dinner with Friends with Brett Gelman and Friends - cortometraggio (2014)
- Tim and Eric's Bedtime Stories - serie TV, 7 episodi (2014)
- W/ Bob and David - serie TV, 4 episodi (2015)
- The Last Man on Earth - serie TV, 12 episodi (2015-2018)
- What We Do in the Shadows - serie TV, 2 episodi (2019)
- Trade Show Show - serie TV, 6 episodi (2019)

#### Attore
- Shining Time Station - serie TV, 22 episodi (1989-1991)